# Embraer EMB 110 Bandeirante
El Embraer EMB 110 Bandeirante es un avión bimotor turbohélice fabricado por Embraer que debía ser válido tanto para tareas civiles como militares.
El apodo de Bandeirante hace referencia al nombre que se daba a los colonos portugueses que progresivamente se internaban y asentaban cada vez más al interior en el territorio del actual Brasil durante los siglos XVI y XVII, expandiendo así los límites del Imperio portugués y de su lengua y cultura.

## Diseño y funciones
El EMB 110 fue diseñado por el ingeniero aeronáutico francés Max Holste siguiendo las especificaciones del programa IPD-6504 establecido por el Ministerio de la Aeronáutica brasileña en 1965. El objetivo era crear un avión de propósito general, válido tanto para operaciones civiles como militares con un bajo coste operativo y gran rendimiento. Posteriores desarrollos del EMB 110 acabaron resultando en el EMB 120 Brasilia, más largo, con más capacidad y de cabina presurizada.

## Producción y servicio

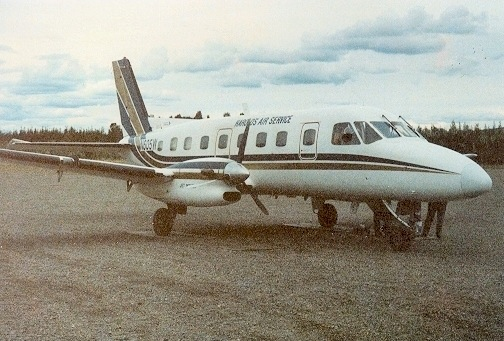
EMB 110B.

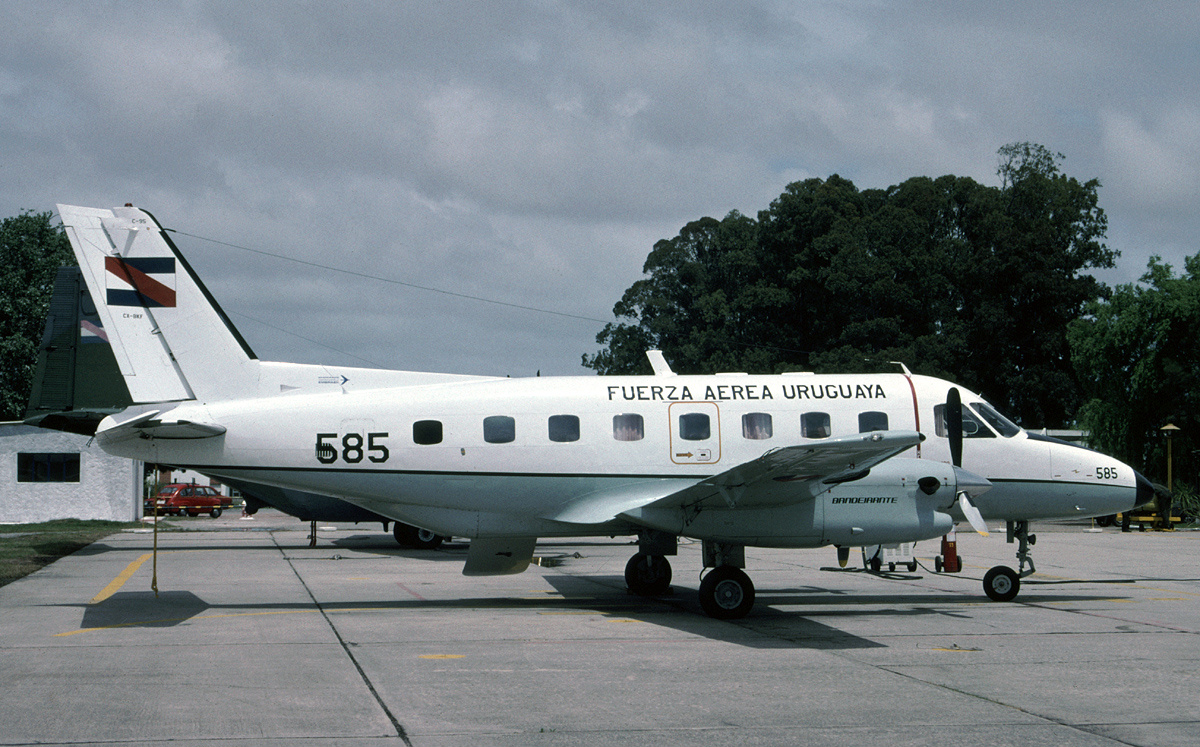
C-95 de la Fuerza Aérea Uruguaya

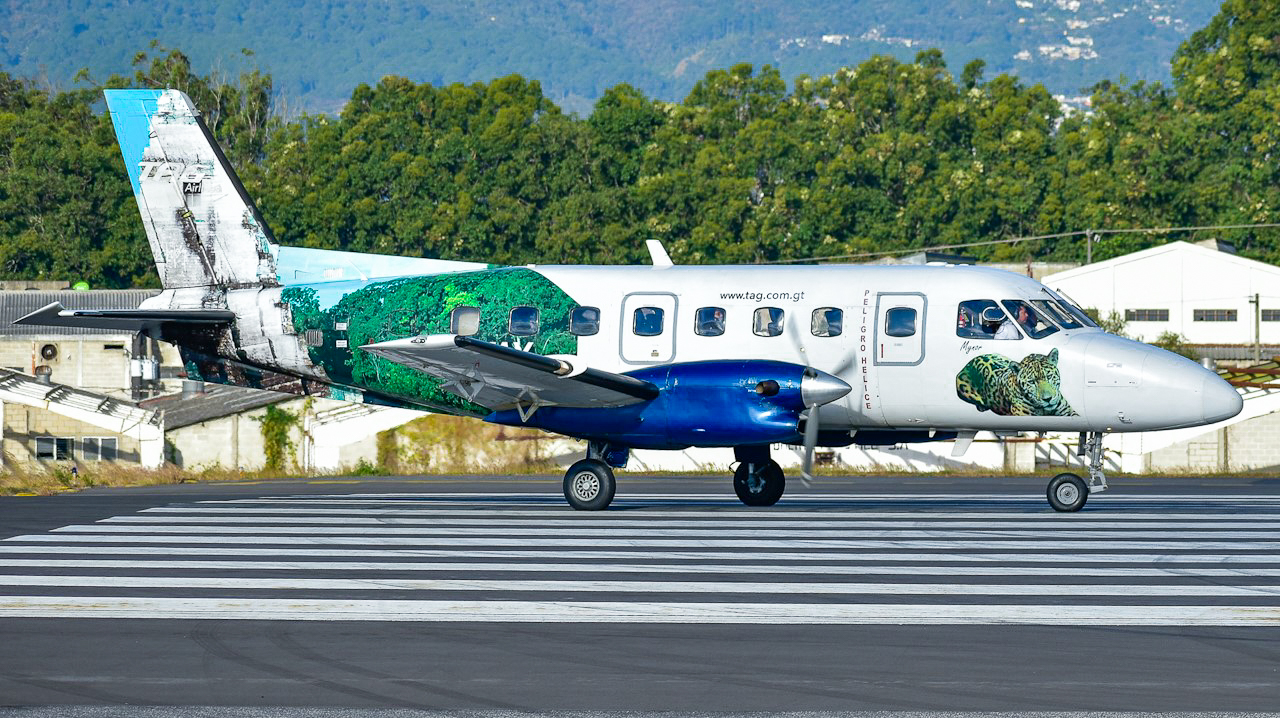
EMB 110 de TAG Airlines en el Aeropuerto Internacional La Aurora

El primer prototipo militar, llamado YC-95, voló en octubre de 1968 y la producción comenzó al año siguiente, encargándose de ella la recién fundada compañía Embraer. El primer modelo de pasajeros voló el 9 de agosto de 1972 y entró en servicio regular el 16 de abril de 1973 con la ya desaparecida aerolínea brasileña Transbrasil. 
La producción cesó en 1990, momento en que el EMB 110 fue sustituido por el cada vez más popular EMB 120, avión del que se estima aún quedan 200 unidades en servicio en los 5 continentes.
En los 21 años de historia del modelo, Embraer construyó 494 unidades con numerosas configuraciones para distintas funciones, siendo algunas de ellas:
- YC-95 o EMB 100 - Prototipo.
- EMB 110 - Versión militar de transporte.
- C-95 - Versión militar de transporte para la Fuerza Aérea Brasileña.
- EMB 110A - Versión para calibrado de sistemas de radio.
- E-95 - Versión para calibrado de sistemas de radio para la Fuerza Aérea Brasileña.
- EC-95B - Versión para calibrado de sistemas de radio para la Fuerza Aérea Brasileña.
- EMB 110B - Versión para mediciones y fotografía aérea.
- R-95 - Versión para mediciones y fotografía aérea para la Fuerza Aérea Brasileña.
- EMB 110CN - Versión militar para la Armada Chilena (3 aviones).
- EMB 110C - El primer modelo comercial, con capacidad para 15 pasajeros.
- EMB 111A - Versión de vigilancia marítima para la Fuerza Aérea Brasileña, que le dio el nombre P-95. Algunos fueron alquilados a la Armada Argentina durante la Guerra de las Malvinas.
- EMB 111AN - Seis aviones de vigilancia marítima vendidos a la Armada de Chile.
- EMB 110E
- EMB 110E(J) - Versión ejecutiva de 7 plazas.
- EMB 110K1 - Versión de carga.
- C-95A - Versión de carga para la Fuerza Aérea Brasileña.
- EMB 110P - Versión para puente aéreo.
- EMB 110P1 - Versión mixta carguero/pasajeros de rápida transformación.
- C-95B - Versión mixta carguero/pasajeros de rápida transformación para la Fuerza Aérea Brasileña.
- EMB 110P1 SAR - Versión de búsqueda y rescate.
- EMB 110P/A - Versión de 18 plazas para la exportación.
- EMB 110P1/A - Versión mixta carguero/pasajeros con escotilla de carga agrandada.
- EMB 110P1/41 - Versión mixta carguero/pasajeros.
- EMB 110P1K/110K - Versión militar.
- C-95C - Versión militar para la Fuerza Aérea Brasileña del EMB 110P2.
- EMB 110P2
- EMB 110P2/A - Modificaciones de versión de puente aéreo, 21 plazas.
- EMB 110P2/41 - Versión presurizada de puente aéreo, 21 plazas.
- EMB 110S1 - Versión de mediciones geofísicas.
- SC-95 - Versión de búsqueda y rescate para la Fuerza Aérea Brasileña.
- XC-95 - Versión de investigación meteorológica para la Fuerza Aérea Brasileña.

## Operadores militares

### EMB 100
Angola
 Brasil
 Gabón
 Senegal

### EMB 110
Brasil
 Cabo Verde
 Chile
- Armada de Chile

 Colombia
- Fuerza Aérea Colombiana

 Cuba
- Aero Caribbean

 Gabón
- Fuerza Aérea Gabonesa

 Uruguay
- Fuerza Aérea Uruguaya
  - Escuadrón N.º 3- 3C-95

## Accidentes e incidentes
- El 27 de febrero de 1975, el vuelo 640 en un Embraer EMB 110 Bandeirante operado por VASP con registro PP-SBE, partió del Aeropuerto Internacional de São Paulo-Guarulhos hacia Bauru, se estrelló después de despegar de Congonhas. La tripulación de 2 y 13 pasajeros fallecieron.[1][2]
- El miércoles 2 de septiembre de 1981 un Embraer EMB 110 Bandeirante operado por Taxi Aéreo El Venado, se estrello saliendo del aeropuerto Juan Jose Rondon de Paipa - Boyacá con destino al aeropuerto El Dorado de la ciudad de Bogotá, dejando a 20 personas fallecidas, incluida la tripulación, y trabajadores de la empresa San Andrés Development Company. Solo una persona sobrevivió al accidente, quien fue remitida a la ciudad de Bogotá.
- El 19 de julio de 1994, el Vuelo 901 de Alas Chiricanas operado por Alas Chiricanas de Panamá con registro HP-1202AC usando un Embraer 110P1, la aeronave se estrelló luego que una bomba explotó en su interior, matando a 21, entre ellos doce empresarios judíos.[3]
- El 7 de febrero de 2009, ocurre el Accidente aéreo de Manaus Aerotáxi. La aeronave se dirigía hacia Manaus después de despegar desde Coari, pero se estrelló a 100 kilómetros de su destino en el río Manacapuru, matando a 24 de sus 28 pasajeros.[4]
- El 3 de julio de 2013, un Embraer 110, operado por Batair Cargo, con registro ZS-NVB, en ruta desde el Aeropuerto Internacional Lanseria en Johannesburgo hacia Lubumbashi en la República Democrática del Congo, se estrelló cuando intentaba aterrizar en Francistown, Botsuana. Los pilotos habían planeado aterrizar para reabastecerse de combustible, pero una densa niebla sobre la pista de aterrizaje ocasionó que  la sobrevolaran, se contactaron con la torre de control para explicar lo sucedido y que harían un segundo intento pero nunca lo hicieron, el fuselaje fue encontrado a 10 kilómetros sin sobrevivientes.[5]
- El 28 de noviembre de 2020 un Embraer EMB110P1 Bandeirante de Cubana de Aviación, matrícula CU-T1541, sufrió el colapso de los tren de aterrizaje durante el toque en tierra en el Aeropuerto Internacional José Martí, en La Habana. No hubo heridos y la aeronave recibió daños sustanciales. El avión en cuestión (s/n 110116) fue ensamblado por el fabricante brasileño en 1976 (44 años de edad).[6]
- El 16 de septiembre de 2023 un Embraer EMB110P1 de Manaus Aerotaxi se estrelló cerca del Aeropuerto de Barcelos en el Estado de Amazonas, Brasil después de intentar un aterrizaje fallido. Los 2 tripulantes y los 12 pasajeros murieron en el accidente.[7][8]

## Especificaciones técnicas
Referencia datos: 

### Características generales
- Tripulación: 2
- Capacidad: 21 pasajeros
- Longitud: 12,7 m (41,8 ft)
- Envergadura: 15,4 m (50,6 ft)
- Altura: 5,2 m (17 ft)
- Superficie alar: 29,1 m² (313,2 ft²)
- Peso máximo al despegue: 5900 kg (13 003,6 lb)
- Planta motriz: 2× Turbohélice Pratt & Whitney Canada PT6A-20.
  - Potencia: 432 kW (579 HP; 587 CV) cada uno.

### Rendimiento
- Velocidad máxima operativa (Vno): 425 km/h (264 MPH; 229 kt)
- Velocidad crucero (Vc): 314 km/h (195 MPH; 170 kt)
- Alcance: 1450 km (783 nmi; 901 mi)

### Desarrollos relacionados
- EMB 120 Brasilia

### Aeronaves similares
- Dornier Do 228
- FMA Ia 50 guaraní II
- De Havilland Canada DHC-6 Twin Otter
- Fairchild Swearingen Metroliner
- Let L-410 Turbolet
- Harbin Y-12
- CASA C-212 Aviocar
- Beechcraft 1900
- Nord 262
- IAI Arava
- PZL M28
- Handley Page Jetstream
- Short SC.7 Skyvan
- Britten-Norman Trislander
- Antonov An-28

### Listas relacionadas
- Anexo:Aviones de línea regionales